# Sagrada familia (serie televisiva)
Sagrada familia è una serie televisiva spagnola creata e diretta da Manolo Caro, pubblicata sul servizio di streaming Netflix dal 14 ottobre 2022 al 17 novembre 2023.

## Trama
Julia Santos è una donna che si trasferisce a Fuente del Berro sotto la falsa identità di Gloria Román con i suoi figli Nico e Mariana Santos, che vivono rispettivamente sotto la falsa identità di Hugo e Aitana Martínez. Una volta a Fuente del Berro, Gloria cerca di sfuggire al suo oscuro passato e presto stabilisce uno stretto rapporto con diversi vicini, anche se a poco a poco scopre che il quartiere nasconde tanti segreti quanto lei. Quando questi misteri si scontrano, Gloria non ha altra scelta che proteggere ciò che ama di più: la sua famiglia.

## Episodi
| Stagione         | Episodi | Pubblicazione |
| ---------------- | ------- | ------------- |
| Prima stagione   | 8       | 2022          |
| Seconda stagione | 8       | 2023          |

## Personaggi e interpreti

### Personaggi principali
- Gloria Román / Julia Santos, interpretata da Najwa Nimri, doppiata da Claudia Catani.
- Caterina / Edurne, interpretata da Alba Flores, doppiata da Perla Liberatori.
- Aitana Martínez / Mariana Santos, interpretata da Carla Campra, doppiata da Vittoria Bartolomei.
- Germán, interpretato da Álex García, doppiato da Daniele Giuliani.
- Blanca, interpretata da Macarena Gómez, doppiata da Eleonora Reti.
- Marcos Almonacid, interpretato da Álvaro Rico, doppiato da Alberto Franco.
- Natalia Alberche, interpretata da Laura Laprida, doppiata da Veronica Puccio.
- Pedro Olivares Simón, interpretato da Jon Olivares, doppiato da Paolo Vivio.
- Alicia Bainné Olabarrieta, interpretata da Ella Kweku, doppiata da Roberta De Roberto.
- Santiago "Santi" Santos, interpretato da Nicolás Illoro, doppiato da Simone Veltroni.
- Abel / Eduardo Santos, interpretato da Iván Pellicer, doppiato da Federico Bebi.
- Fernando Alberche, interpretato da Miguel Ángel Solá, doppiato da Massimo De Ambrosis.

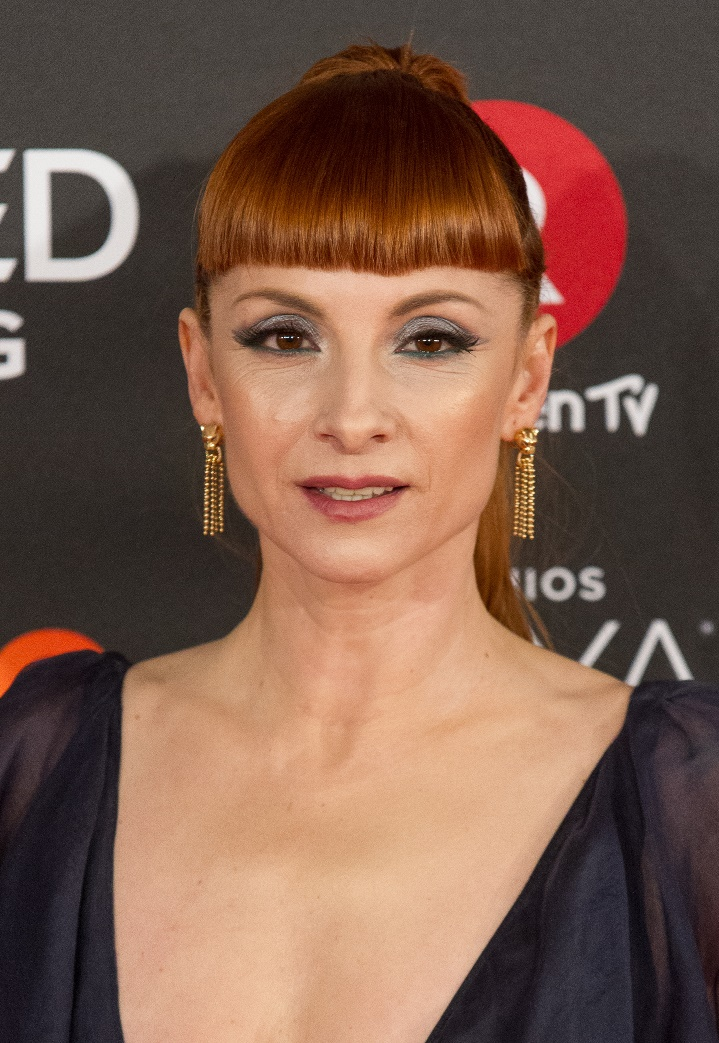
Najwa Nimri interpreta Gloria Román / Julia Santos
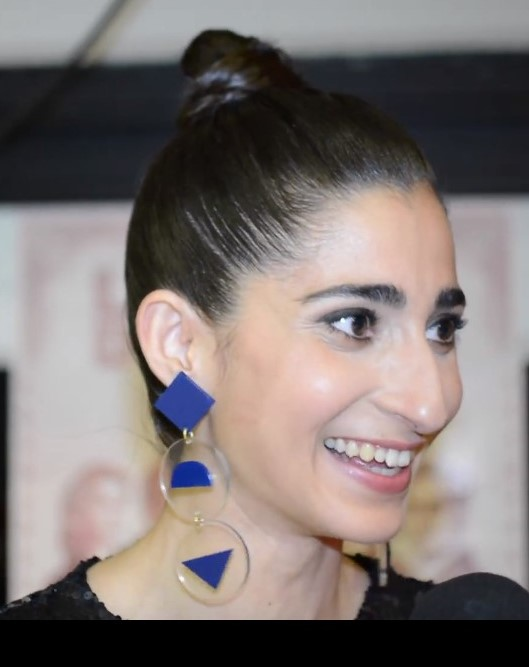
Alba Flores interpreta Caterina / Edurne
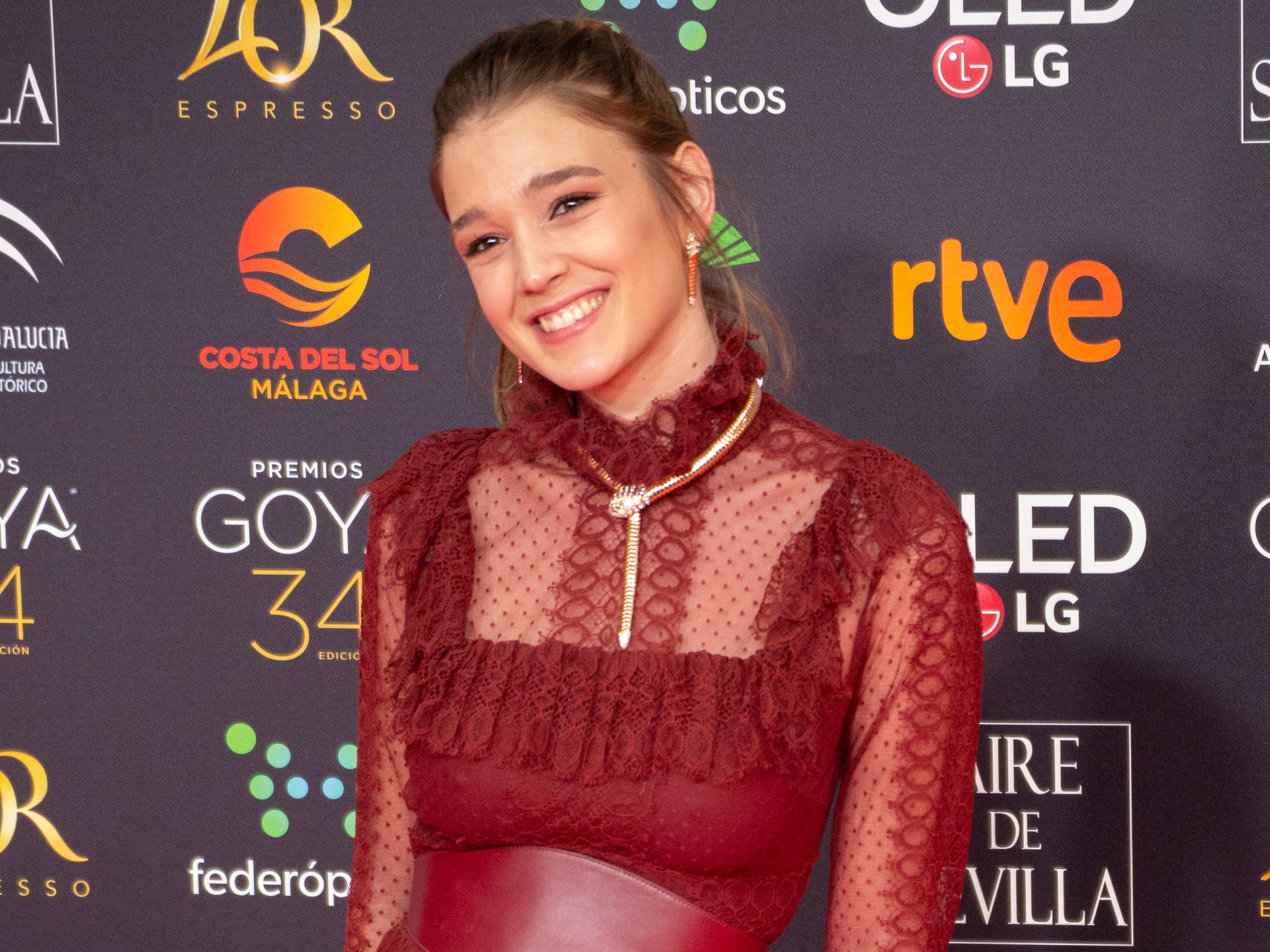
Carla Campra interpreta Aitana / Mariana Santos
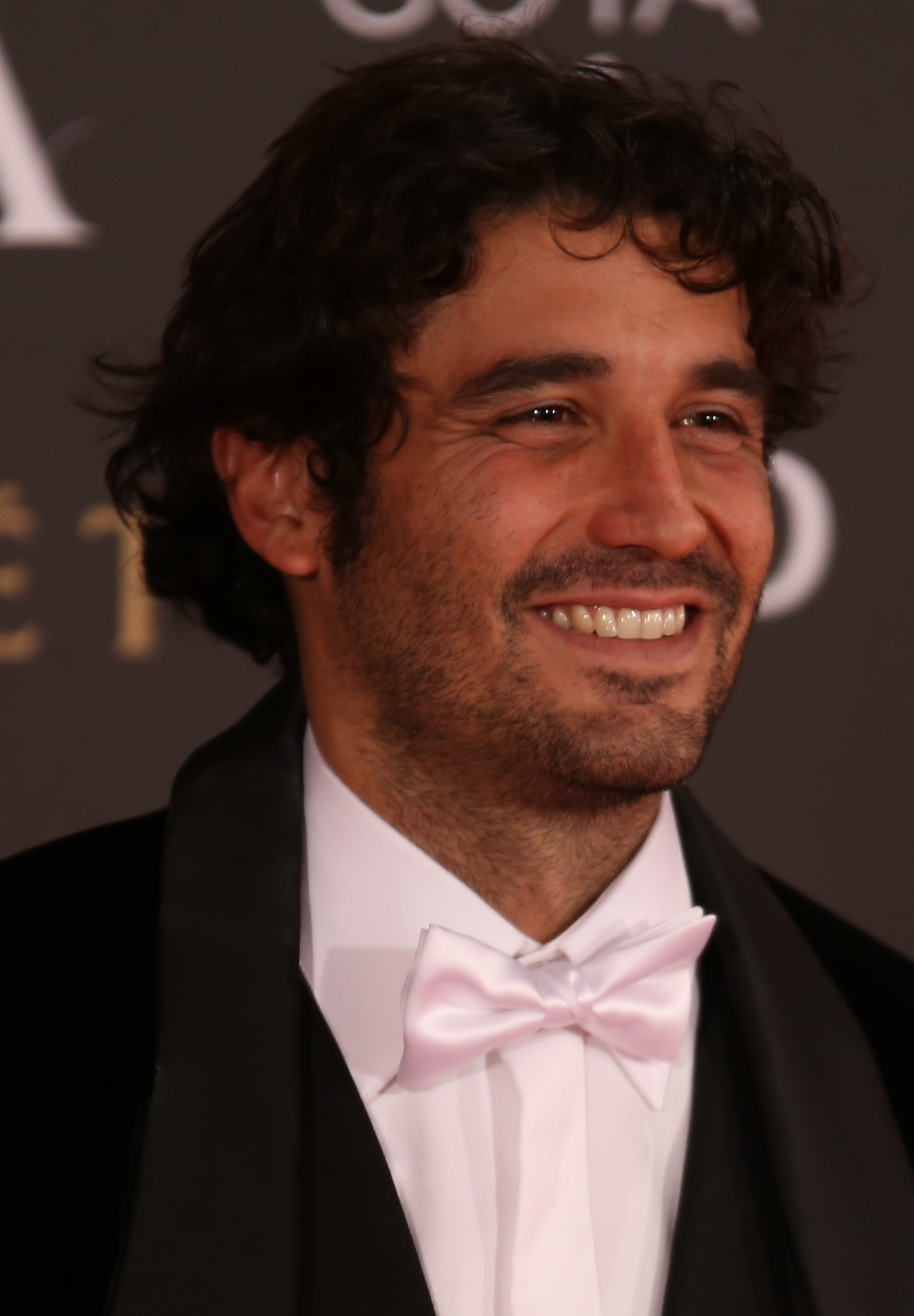
Álex García interpreta Germán
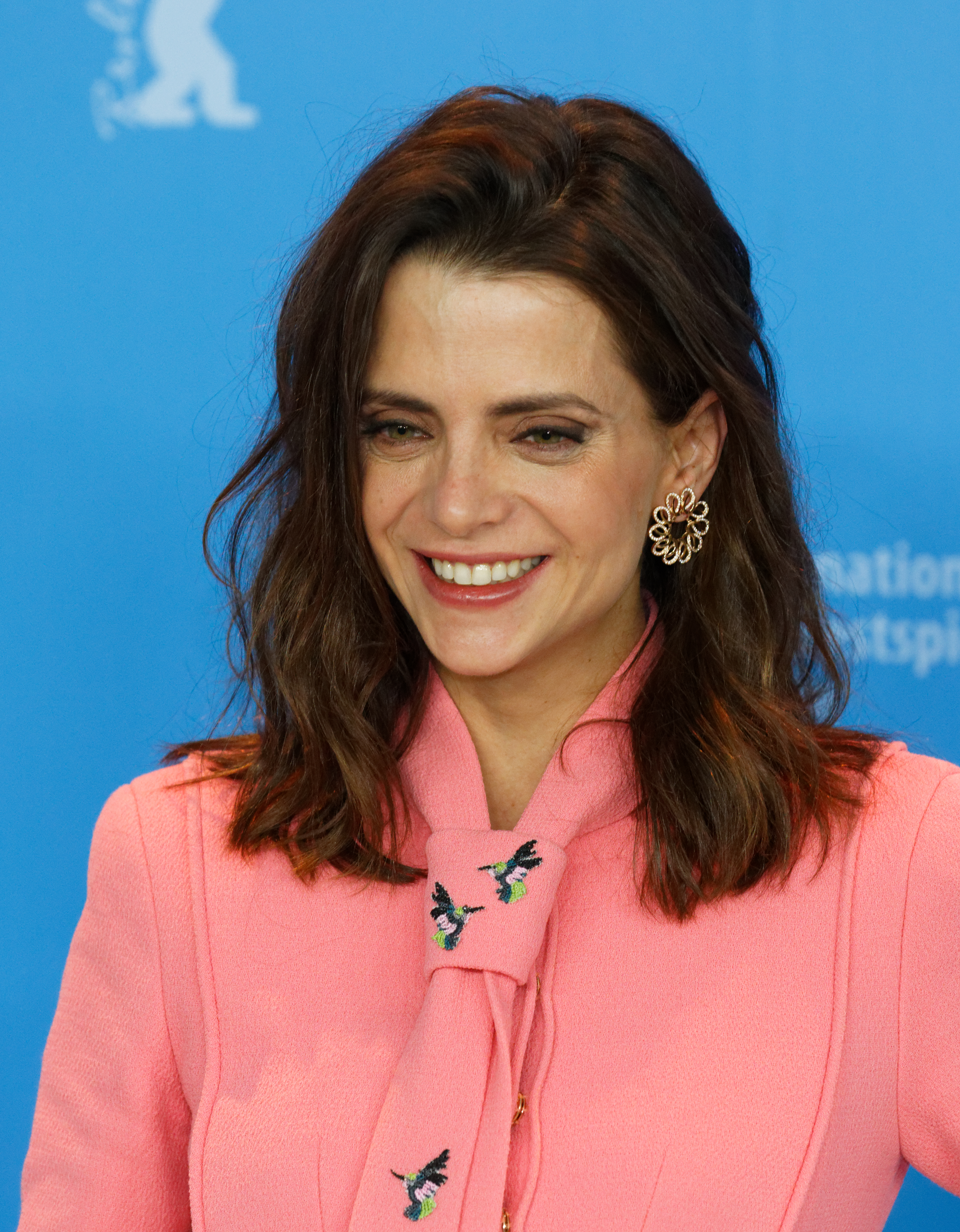
Macarena Gómez interpreta Blanca
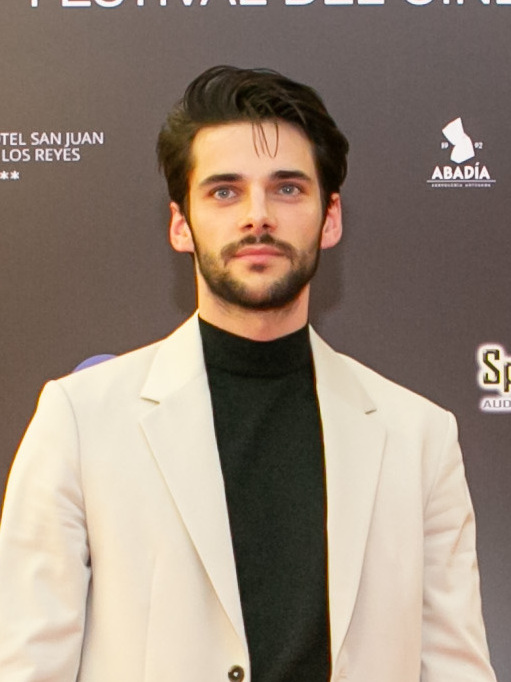
Álvaro Rico interpreta Marcos Almonacid
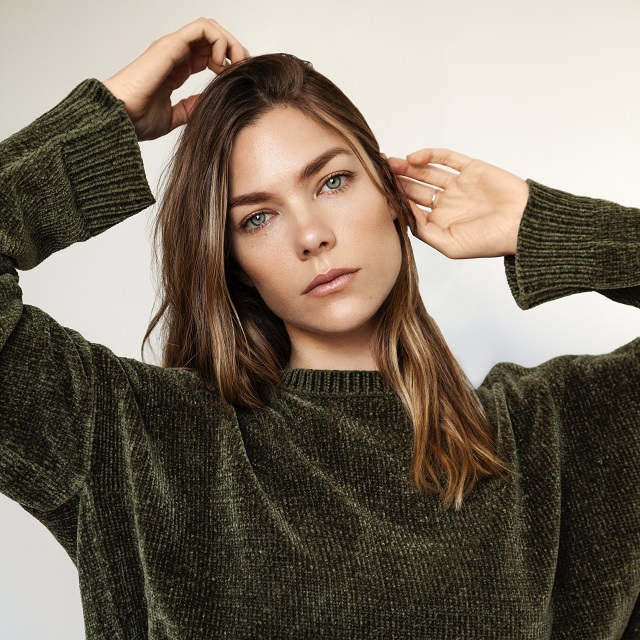
Laura Laprida interpreta Natalia Alberche
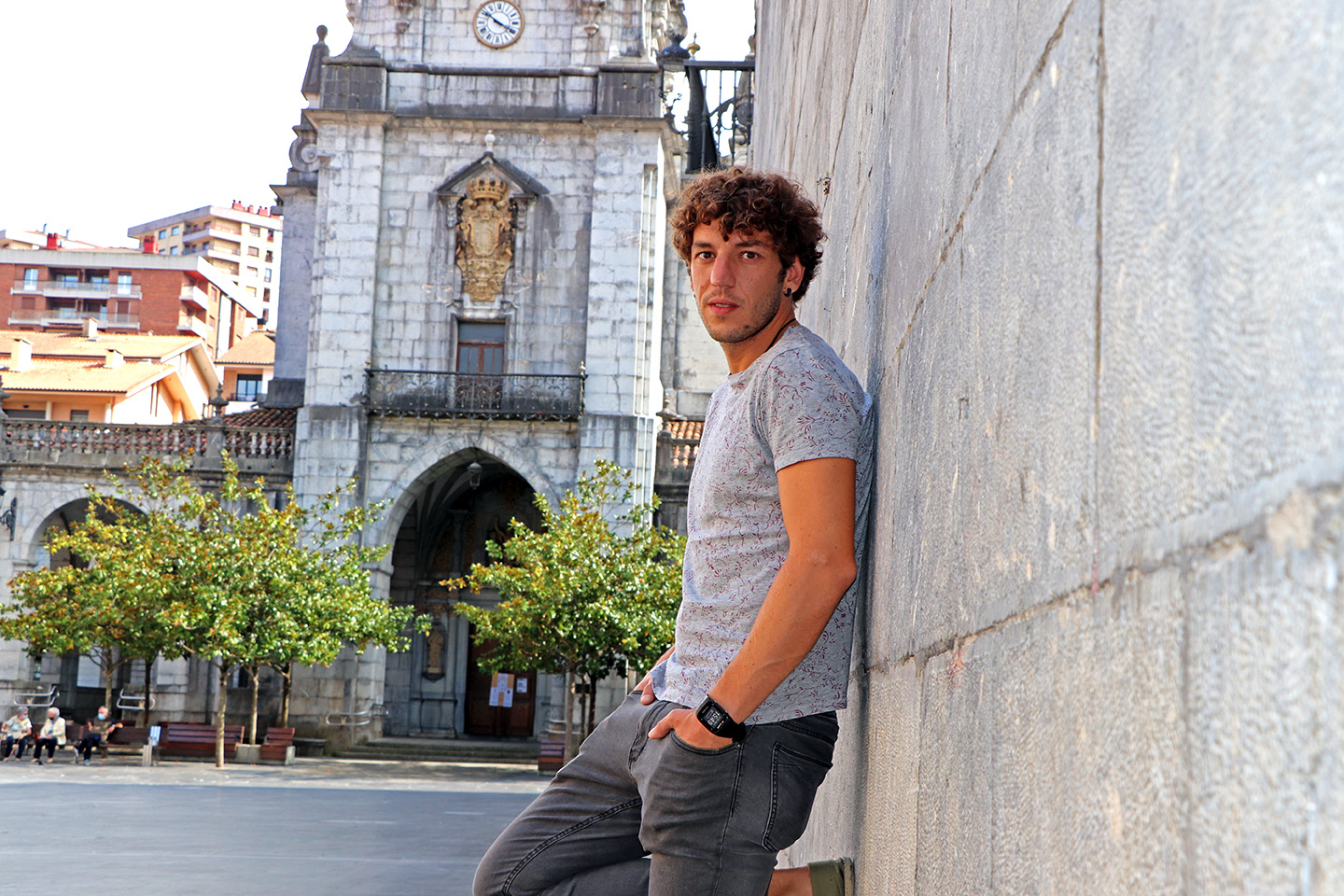
Jon Olivares interpreta Pedro Olivares Simón
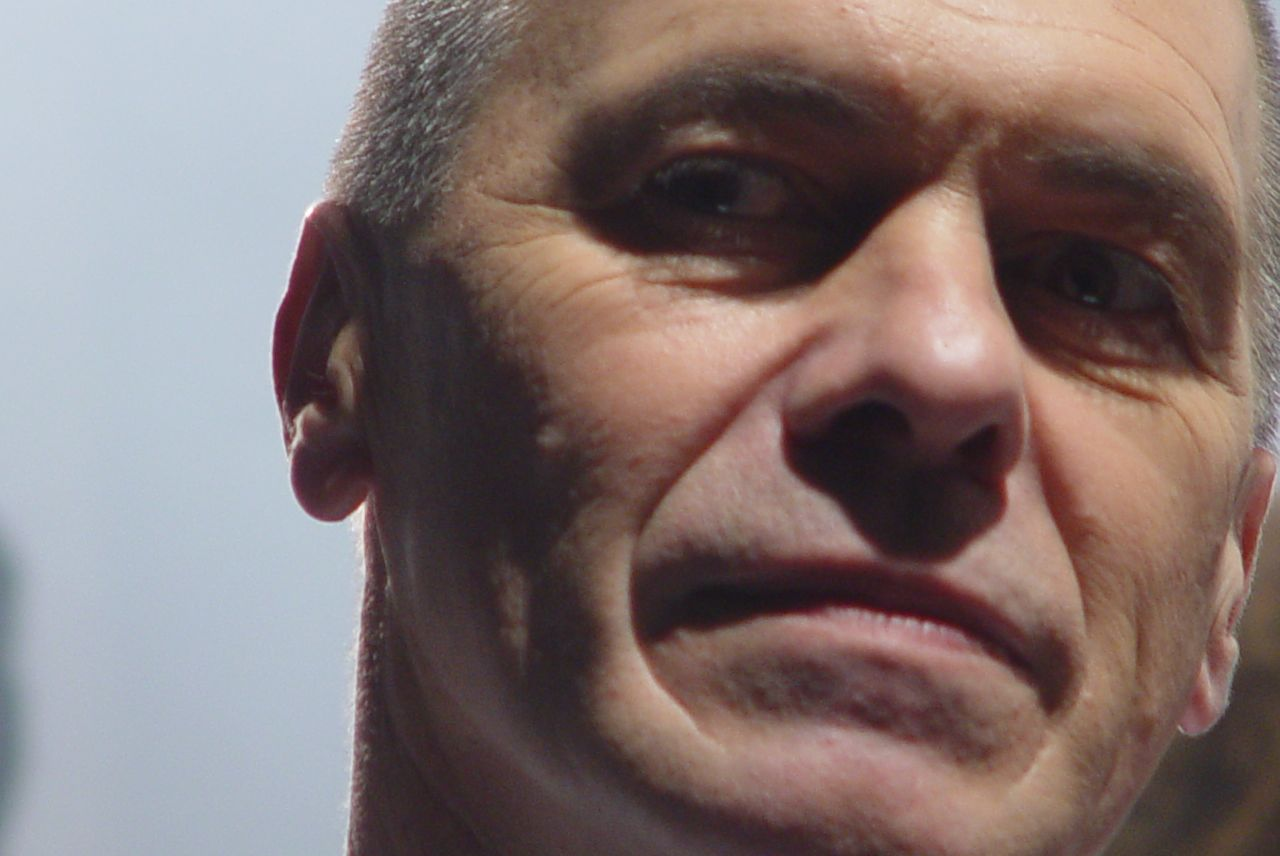
Miguel Ángel Solá interpreta Fernando Alberche

### Personaggi secondari
- Lorenzo Fernández, interpretato da Lorenzo Angelotti, doppiato da Andrea De Dominicis.
- Ramón Fernández, interpretato da Fernando Andina.
- Felipe, interpretato da Pol Hermoso.
- Rosa, interpretata da Raquel Farias.
- Mónica, interpretata da Miri Pérez.
- Claudia, interpretata da Claudia Melo.
- Professoressa (episodio 1), interpretata da Cecilia Suárez.
- Marín (episodi 9-16), interpretato da Jesús Olmedo.
- Adolfo Almonacid, interpretato da Ismael Artalejo.

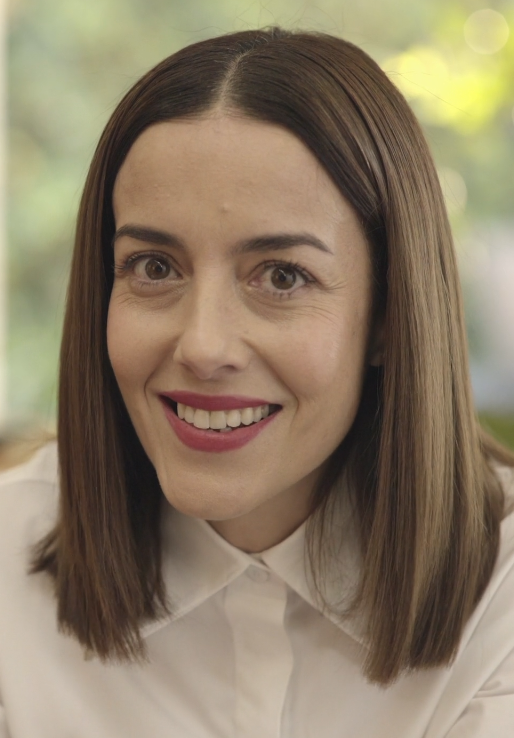
Cecilia Suárez interpreta la Professoressa

## Produzione
La serie, ideata nel 2019 da Manolo Caro, è stata annunciata da Netflix l'8 ottobre 2021. È scritta da Manolo Caro, Fernando Pérez López, María Miranda Anguita e Gabriel Nuncio ed è prodotta da Noc Noc Cinema.
Le riprese si sono svolte tra Melilla e Madrid, in particolare nei quartieri madrileni di Fuente del Berro e Costillares (dove è raffigurato l'Instituto Técnico de la Construcción y la Edificación Eduardo Torroja), mentre le riprese di interni sono state effettuate presso parrocchia di Nostra Signora di Guadalupe e negli edifici di Torres Blancas e UGT.

## Distribuzione
Il primo trailer della serie è stato diffuso il 7 settembre 2022. La prima stagione, composta da 8 episodi, è stata distribuita internazionalmente su Netflix il 14 ottobre 2022. Il 28 ottobre 2022 la serie è stata rinnovata per una seconda stagione, anch'essa composta da 8 episodi, distribuita internazionalmente il 17 novembre 2023.